# Doyen de Sheffield

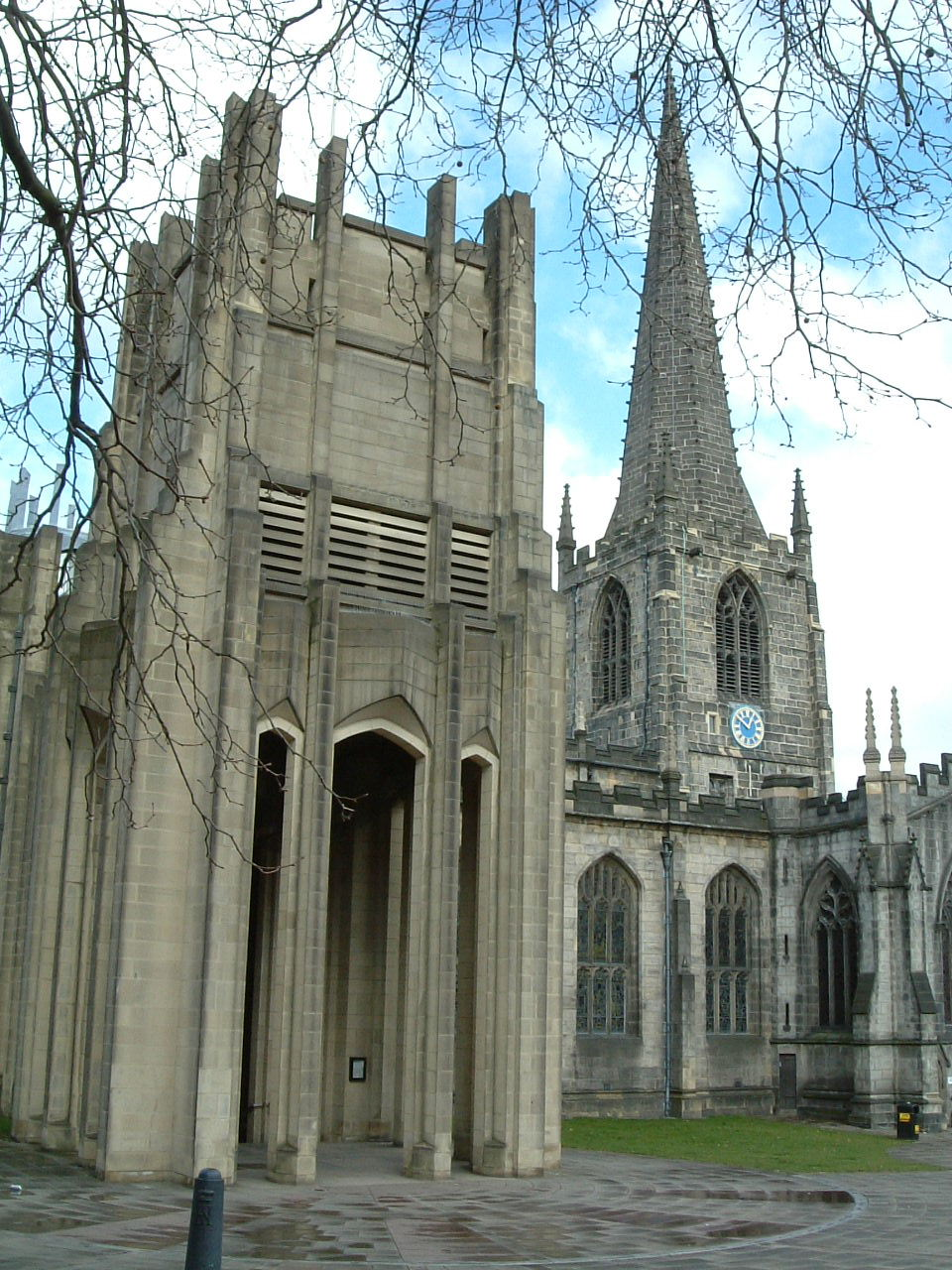
Cathédral de Sheffield

Le doyen de Sheffield (Dean of Sheffield en anglais) est le président primus inter pares du chapitre des chanoines, instance dirigeante de la cathédrale de Sheffield. Le doyen et le chapitre sont basés à la Cathedral Church of Saint Peter and Saint Paul à Sheffield. Avant 2000, le poste était désigné comme provost, qui était alors l'équivalent d'un doyen dans la plupart des cathédrales anglaises. La cathédrale est l'église mère du diocèse de Sheffield et siège de l'évêque de Sheffield. Le doyen actuel est le très révérend Peter Bradley.

## Liste des doyens

### Provosts
- 1931–1948 Alfred Jarvis
- 1949–1965 Howard Cruse
- 1966–1974 Ivan Neill
- 1974–1988 Frank Curtis
- 1988–1994 John Gladwin
- 1995–13 avril 2000[1] Michael Sadgrove (devenu Doyen)

### Doyens
- 13 avril 2000–2003 Michael Sadgrove
- 2003–présent Peter Bradley[2]